# Barocke Verteidigungsanlagen im Schwarzwald

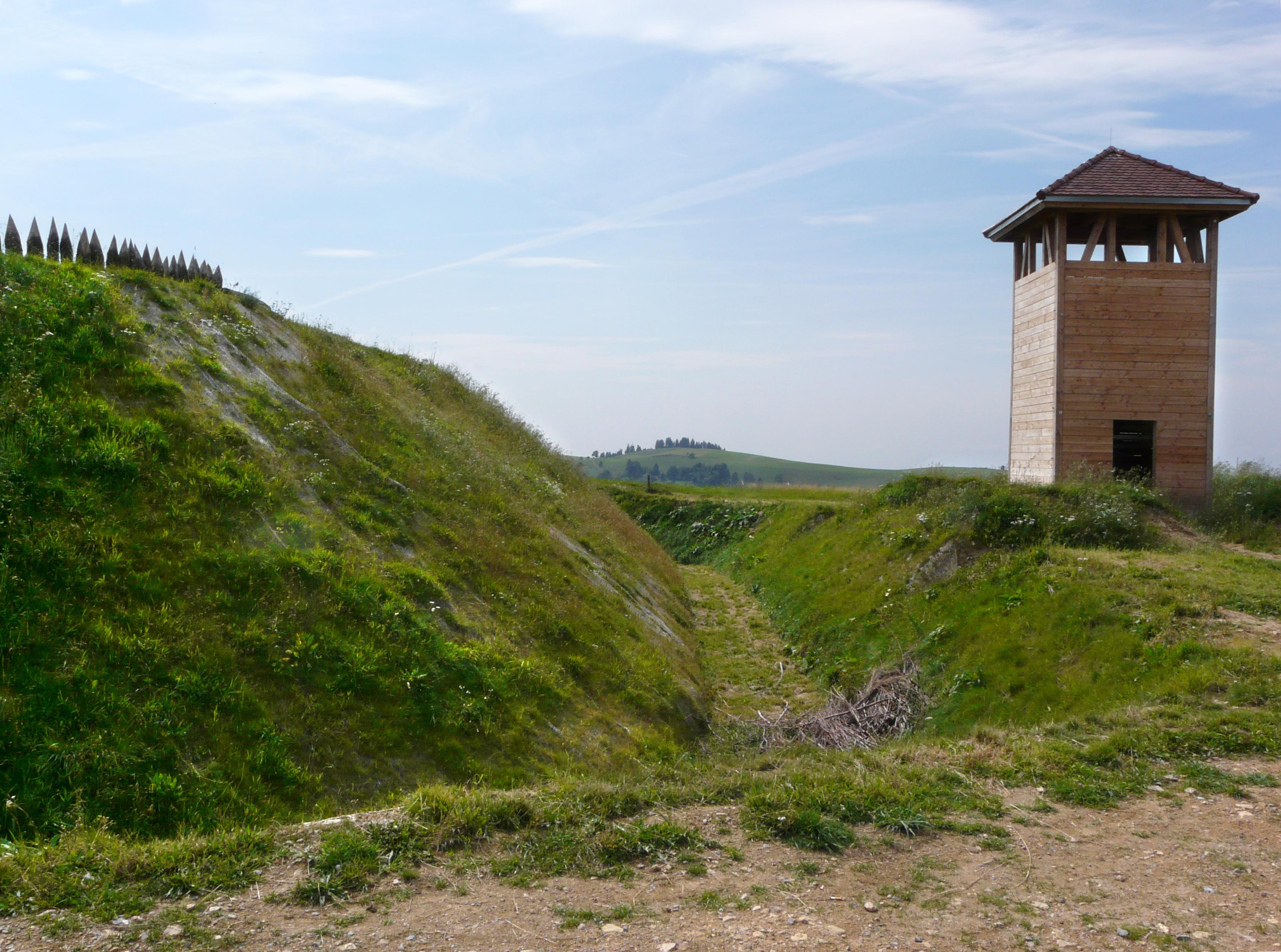
Nachbau einer Barockschanze bei Gersbach (Südschwarzwald)

Die Barocken Verteidigungsanlagen im Schwarzwald, auch Barockschanzen oder Schwarzwaldlinien genannt, sind Schanzen (Erdbefestigungen) im Schwarzwald, die zur Verteidigung gegen feindliche Einmärsche Frankreichs seit dem 17. Jahrhundert gebaut wurden. Mit den angrenzenden Linien bilden die Schwarzwälder Anlagen von Norden nach Süden ein über 200 Kilometer langes Verteidigungssystem.

## Erbauer
Die Verteidigungsanlagen wurden im Rahmen der Konflikte zwischen dem Haus Habsburg und dem Königreich Frankreich im 17./18. Jahrhundert errichtet, vor allem während des Pfälzischen und Spanischen Erbfolgekrieges. Nach den Vorkommnissen von 1689 (u. a. Zerstörung des Heidelberger Schlosses) erhielt Markgraf Ludwig Wilhelm von Baden-Baden (1655–1707), aufgrund seiner Verdienste und Auszeichnungen im Großen Türkenkrieg auch „Türkenlouis“ genannt, den kaiserlichen Oberbefehl zur Verteidigung Deutschlands gegen die vorrückenden Franzosen. Zwischen 1692 und 1701 ließ der Markgraf ein ausgedehntes, defensives Befestigungssystem in Form miteinander verbundener Schanzen am Oberrhein errichten. Diese fest in die so genannten „Linien“ eingebauten Verteidigungsbollwerke konnten bei Bedarf kurzfristig um weitere Anlagen erweitert werden. Einige der Schanzen entstanden allerdings bereits im Dreißigjährigen Krieg oder integrierten noch ältere, teils spätmittelalterliche Befestigungen in ihr System. Erbaut wurden die Anlagen von zum Dienst gezwungenen Bewohnern der anliegenden Dörfer und Städte, in späteren Jahren auch von Soldaten.

## Verlauf und markante Anlagen
Das weitläufige Verteidigungssystem erstreckt sich über 200 Kilometer durch den Schwarzwald zwischen dem Hochrhein im Süden und Heidelberg im Norden. Zwischen Bad Säckingen bis zum Feldberg teilt sich das System in eine ältere „Hintere Linie“ der 1680er- und 1690er-Jahre und eine jüngere „Vordere Linie“. Den südlichen Beginn markiert die „Rothausschanze“ westlich von Murg, die während des Dreißigjährigen Krieges errichtet wurde. Sie wurde im Jahr 2007 aus Anlass des Neubaus der A98 archäologisch und geophysikalisch untersucht, wobei sich zeigte, dass der Redoute ein 8,3 Meter breiter und mindestens 3,6 Meter tiefer Graben vorgelagert war. Die Befestigungsmauer mit einer Breite von circa zwei Metern wurde in Trockenmauerweise an die inneren Flanken des Grabens gesetzt.
Im Norden schließen die Schwarzwaldlinien an die Eppinger Linien an, die sich von Pforzheim bis Neckargemünd erstrecken und von 1695 bis 1697 angelegt wurden. Nach dem Bau der französischen Festung Fort-Louis gegen Ende des 17. Jahrhunderts am Rhein nördlich von Straßburg ließ Ludwig Wilhelm die Bühl-Stollhofener Linie anlegen, die vom Fort durch die badische Rheinebene bis zum Schwarzwald reichte und nach ihrer Zerstörung 1707 durch die Ettlinger Linie ersetzt wurde.

### Verteidigungsanlage Böllener Eck

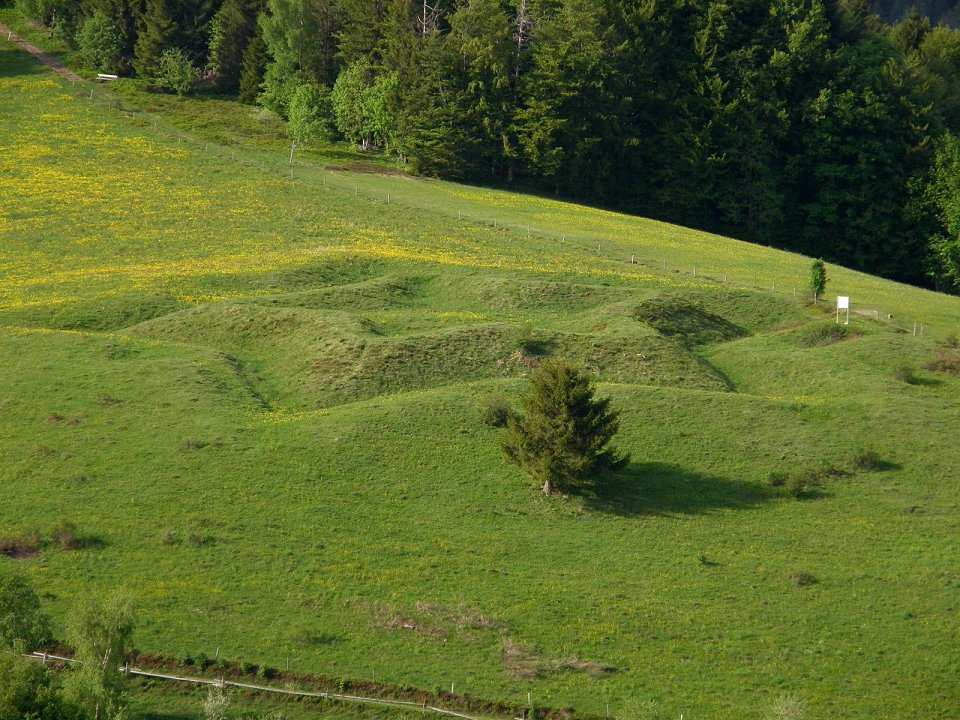
Sternschanze am „Böllener Eck“ bei Neuenweg

Ausgesprochen gut erhalten sind die Anlagen am sogenannten „Böllener Eck“ bei Neuenweg im Kleinen Wiesental, wo sich eine Sternschanze und eine quadratische Redoute befinden, die zur Vorderen Linie gehören. Das Befestigungssystem fällt zum Teil mit dem „Landhag“, einer spätmittelalterlichen Befestigung, zusammen. Die fünfzackige Sternschanze besitzt einen Durchmesser von etwa 30 Metern und heute noch etwa 2 bis 3 Meter tiefe Gräben. Die quadratische Redoute ist an jeder Seite 20 Meter lang. Zwischen den beiden Anlagen finden sich Spuren einer Schanzlinie, die aus einem Graben und einem Wall bestand und sich nach Süden fortsetzt. Das Epitaph des 1691 gestorbenen Schanzkommandanten Johann Marckloffksy von Zabrak befindet sich an der Ostseite der Kirche von Neuenweg.
Im Februar 2016 wurde die Holder-Schanze, eine Linear-Schanze auf der Passverbindung Hau zwischen Böllen und Neuenweg entdeckt: Mit einer Länge von 120 m sowie einer Breite von 30 m komplettiert sie u. a. drei weiteren Schanzen zu einer kompletten solitären Rundum-Verteidigungsanlage.

### Wagensteigtal
Eine weitere wichtige Verteidigungslinie bestand im Wagensteigtal bei Kirchzarten, das im späten 17. Jahrhundert mit einem System aus Redouten, Wällen und Gräben versehen wurde. Es beginnt oberhalb des Höllentals und findet seinen Abschluss im Norden beim „Hohlen Graben“. Für das Jahr 1690 sind Kämpfe bei Breitnau belegt, doch bereits Anfang des 18. Jahrhunderts hatten die meisten Anlagen ihre militärische Bedeutung nahezu verloren. Die nördliche Anlage am „Hohlen Graben“ ist die größte Schanze des Befestigungssystems und wurde bereits vor 1638 errichtet. 1679 lagerten an dieser Stelle über 4.000 Mann und auch in den folgenden Jahren gab es immer wieder einzelne Gefechte. 1734 sind die letzten Baumaßnahmen an der Schanze dokumentiert, ehe die militärische Bedeutung nach einem letzten Gefecht im Jahre 1796 endete.

### Kinzigtal

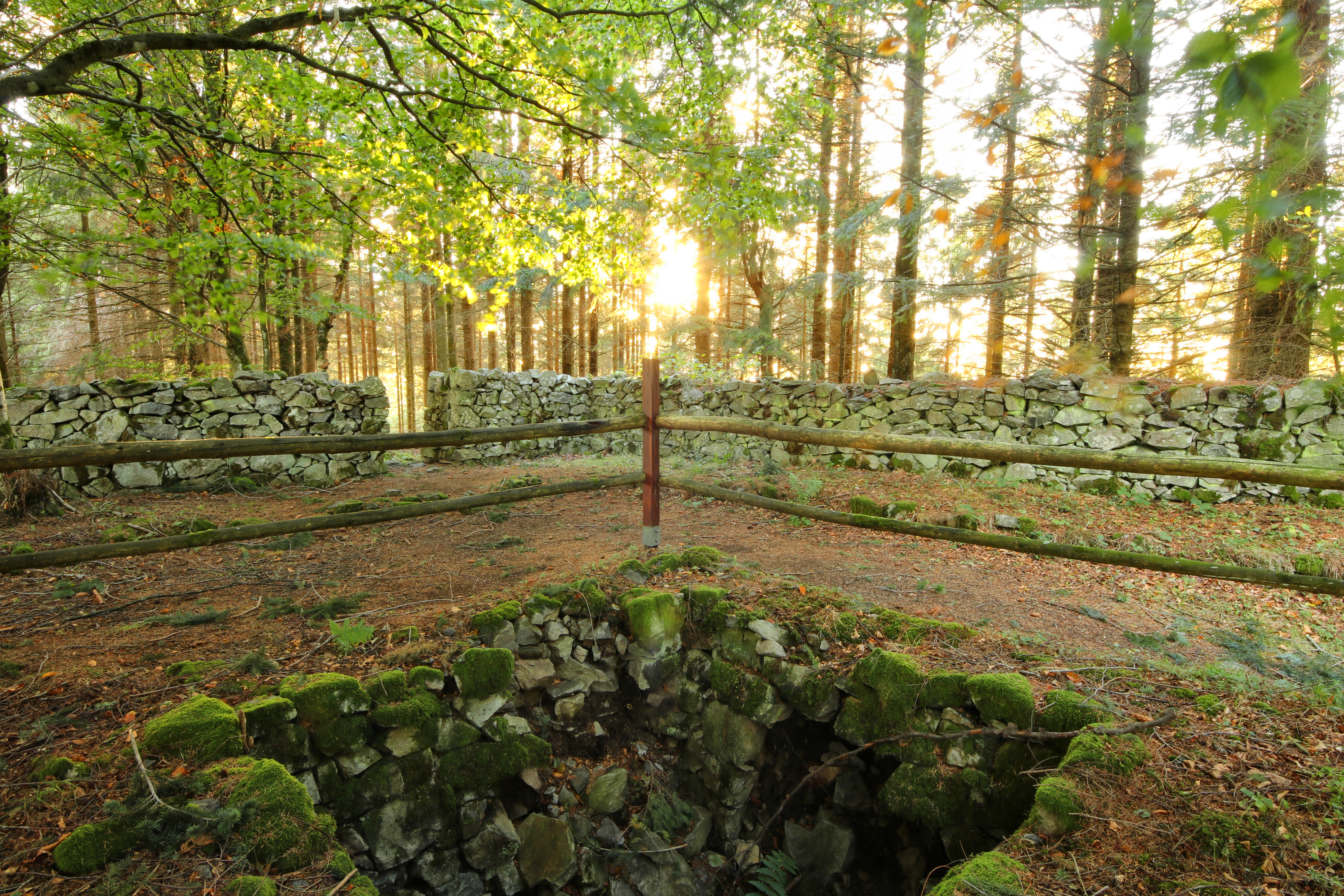
Barockschanze auf dem Höchst

Auch durch das Kinzigtal führte eine wichtige Straße über den Schwarzwald, weswegen hier zahlreiche Schanzanlagen zu finden sind. Einige Anlagen befinden sich nahe der Kinzig, andere sicherten Nebenstraßen. An der Wasserscheide zwischen Elz und Gutach befand sich ein Befestigungssystem, das die Überquerung nach Hornberg verhindern sollte. Die Linie beginnt westlich des Rensberges und setzt sich über den Schnallenkopf und den Ziegelkopf nach Osten bis Hornberg fort. Eine andere Linie führt über den Horniskopf und den Höchst zum Scheibeneck und diente der Sperrung einer Straße von Oberprechtal nach Gutach im Breisgau, wo sich heute die L107 befindet.

## Erschließung und Inventarisierung
Bis 2002 waren etwa sechs bis acht Schanzanlagen bekannt und in der Literatur dokumentiert. Durch die AG Minifossi an der Friedrich-Ebert-Schule in Schopfheim wurden weitere Schanzen erfasst, sodass heute über 100 Anlagen bekannt sind. Im Rahmen seiner Aktivitäten trieb das Projekt u. a. den Nachbau der Schanze von Gersbach-Mettlen voran, wo sich die Vordere und die Hintere Linie trennten. Die Rekonstruktion wurde am 21. Mai 2008 eröffnet und ist frei zugänglich. Um Gersbach führt der etwa 10 km lange Wanderweg „Schanzenweg“ entlang einiger Anlagen. Die historischen Schanzen sind heute teilweise noch im Gelände erkennbar, zum Teil aber nur durch archäologische Spuren nachzuweisen. Die Inventarisation der zahlreichen Bauwerke ist noch nicht abgeschlossen.